# Maailma tarvitsee sankareita
A Maailma Tarvitsee Sankareita a Teräsbetoni finn metalegyüttes negyedik nagylemeze. Minden lemezfelvétellel kapcsolatos munkálatot a helsinki HIP Stúdióban végeztek.

## Dalok
1. Myrsky Nousee („Vihar közeledik”) (4:26)
2. Metalliolut („Fémsör”) (3:33)
3. Maailma Tarvitsee Sankareita („A világnak szüksége van egy hősre”) (4:32)
4. Jumalten Usva („Az istenek ködfátyla”) (5:05)
5. Mies („Férfi”) (3:32)
6. Tunnemme 'Sinut („Ismerünk téged”) (3:09)
7. Uudestisyntynyt („Újjászületés”) (4:51)
8. Thanatos („Thanatos”) (3:59)
9. Konstantinopoli („Konstantinápoly”) (6:22)
10. Eteenpäin („Előre”) (3:52)
11. Gloria („Dicsfény”) (7:09)

## Az együttes tagjai
- Jarkko Ahola – ének, basszusgitár
- Arto Järvinen – gitár, ének
- Viljo Rantanen – gitár
- Jari Kuokkanen – dob